# Zmeu, Iași
Zmeu este un sat în comuna Lungani din județul Iași, Moldova, România.